# Parpan
Parpan (en romanche Parpaun) es una localidad y antigua comuna suiza del cantón de los Grisones, situada en el distrito de Plessur, círculo de Churwalden, comuna de Churwalden. Limitaba al norte y noroeste con la comuna de Churwalden, al este con Tschiertschen-Praden, y al sureste, sur y suroeste con Vaz/Obervaz.
A partir del 1 de enero de 2010, la comuna es una localidad de la nueva comuna de Churwalden, formada a partir de la fusión de Churwalden, Malix y Papan.